# 성평등

성 평등을 뜻하는 기호

성평등(性平等)은 모든 사람들이 정치·경제·사회·문화적으로 차별 없이 평등한 대우를 받아야 하고 성별에 근거하여 차별 대우를 받으면 안 된다는 관점이다. 이는 민주적인 활동과 같은 노동에 같은 급여를 보장하는 것과 함께, 법과 사회적 상황에서 평등을 창조하고자 하는 UN 세계 인권 선언의 목표 중 하나이다.
성평등의 목적은 사람들이 많은 분야에 걸쳐 평등한 대우를 받는 것뿐만 아니라, 사람들의 제반 기회와 삶의 가능성이 평등해지는 것이다. 현재 많은 국가에서 다양한 성평등 정책을 시행 중이며, 세계 곳곳에서 많은 성평등 운동이 전개되어오고 있다.
성평등지수란 성평등의 정도를 나타내는 지수이다. 1995년 유엔 제4차 세계여성회의를 바탕으로 성개발지수 (Gender-related Development Index, GDI)와 여성이 정치, 경제, 정책 결정 과정 등에 참여하는 정도를 점수로 환산하는 성 권한 척도가 개발됐다. 성개발지수(GDI)는 유엔 개발 계획(UNDP)에서 국가별로 교육수준, 국민소득, 평균수명 등에 있어서 남녀평등의 정도를 측정하여 발표하는 지수를 말한다. 남녀 각각의 교육수준, 기대여명, 소득에 있어서 남녀의 역할비율 등을 근거로 남녀 간에 성취수준이 얼마나 평등하게 이루어지고 있는지 보여준다. 그 외에 성불평등지수 등이 있다.

## 나라별 고대 성평등의 위치

### 고대 그리스
민주정치의 시작점으로 유명한 고대 그리스에서는 여성과 미성년자, 외국인은 참정권에서 제외 되었다. 투표권도 주어지지 않았고, 민회에 참여하거나 공직에 나가는 등의 직접적인 정치 참여는 불가능했다.
배우자 선택에서도 거의 여성의 선택권은 없는 쪽에 가까웠으며, 이혼도 여성의 의사로는 쉽지 않았다. 결혼시의 가져가는 지참금 혹은 이혼 후의 여성의 위치 또한 모두 남성 후견인이나 보호자에게 관리 권한이 있었다. 어린 여성을 조혼시키는 풍습으로 여성의 교육 기회까지도 남성과 동등하게 주어지지 못했다.

### 고대 인도
아이를 낳지 못하는 아내는 8년째, 아이가 모두 사망한 아내는 10년째, 딸만 출산한 아내는 11년째가 되면 바꿀 수 있다. 하지만 다투기 좋아하는 아내는 즉시 바꿔도 된다. 인도 사회 규범에 따르면, 여자는 항상 쾌활하고 영리하게 가정을 돌보고, 가구를 꼼꼼히 닦고, 돈은 아껴서 써야 한다. 아내는 남편을 언짢게 할 일을 절대 하지 않는다. 남편에 대한 의무를 저버린 아내는 이승에서 치욕을 당하고, 죽은 후에는 자칼의 자궁 속에서 죄에 대한 대가로 질병에 시달리게 된다.
고대 인도의 민법과 형법을 포함한 카스트의 규정 등 도덕을 규정하여 최근까지도 인도 사회의 규범으로 사용되고 있는 종교적 법전인 마누 법전에는 다음과 같은 조항이 서술되어 있다.

- 여자는 어려서는 그의 아버지를, 젊었을 때는 그의 남편을, 남편이 죽었을 때는 그 자식을 따라야 한다.
- 부인은 늘 쾌활하고 가사를 잘 하고 가구를 청결히 하고 지출할 때는 절약해야 한다.
- 여자는 아버지 혹은 아버지의 동의를 얻은 오빠가 선택한 사람과 결혼하고, 남편이 살아있는 동안에는 순종하며 죽은 다음에는 결코 그 이름을 더렵혀서는 안된다.
- 정절을 지키는 처는 방종하고 성질이 좋지 않을지라도 남편을 늘 신처럼 받들어야 한다. 
- 몸과 말과 뜻을 자제하고 남편에 대해 부정하지 않은 사람은 사후 하늘나라에서 남편과 함께 살고 올바른 사람들에게 열녀로 불릴 것이다.— 마누 법전

## 역사 속 국내 성평등의 위치

### 삼국시대
고구려, 신라, 백제 중 여성의 사회적 위치가 가장 높았던 국가는 바로 신라이다. 신라에서는 중기까지도 지배계층의 가계계승에 있어서 모계적인 경향이 그대로 존속되었고, 신라 화랑의 기원이 되는 원화가 여자였다는 점, 신라 역사상 여왕이 3명(진성여왕, 진덕여왕, 선덕여왕)이었다는 점 등을 미루어보아 삼국 중 여성에 대한 차별이 가장 적었던 국가는 신라로 추정할 수 있다.
그러나 31대 신문왕 이후 유교정치 이념이 크게 표방되면서 가부장권이 체계적으로 확립되었을 것으로 추정된다. 고구려는 일찍부터 중국의 남녀차별적인 문화를 수용하였지만, 결혼제도와 친족제도에 있어 아들과 딸에 대한 차별을 찾아보기 어려웠다. 결혼제도의 경우 서옥제에서 그러한 점을 찾아볼 수 있는데, 남녀가 결혼을 하면, 여자의 집에 별채를 지어 남자를 여자의 집에 들였던 제도인 서옥제에서는 여자에 대한 배려가 묻어있다.

### 고려시대
1123년 송나라 사신으로 우리나라에 온 서궁이 쓴 <고려도경> 권23을 보면 여름철에 시냇물에서 남녀 구별 없이 옷을 벗고 목욕하였다는 대목이 나오며, 경합이라고 하여 가볍게 만나 쉽게 헤어진다는 기사가 나올 정도로 개방적이었음을 짐작할 수 있다.
또한 <고려사>를 보면 곳곳에서 여자들이 절에 가서 술 먹고 춤추고 놀아 풍기가 문란함을 지적하는 기사가 많이 나온다. 이러한 점들로 미루어보아 고려시대에는 여성에 대한 차별이 다소 미약했음을 짐작 할 수 있다. 그리고 고려시대에는 아들이 없어도 딸이나 외손자가 제사를 지낼 수 있었으며, 호적을 기재할 때도 아들을 먼저 쓰고 딸을 나중에 기재하는 것이 아니라 출생 순서대로 기재했으며, 장성한 아들이 있음에도 어머니가 호주가 되기도 하였다.

### 조선시대
조선 초기에는 유교적 이데올로기 하에서 통치를 원활하게 하기 위해 가부장적 질서가 강화되었다. 여성 사찰 출입에 대한 억제, 복장에 대한 규제 등이 시행되었으나, 조선 초기는 고려의 관습이 아직 남아 여성에 대한 차별이 후기의 그것에 비해 상대적으로 강하지 않았다. 그러던 것이 성리학적인 사회윤리가 조선 사회에 정착하면서부터 여성들의 권리나 지위, 생활 등이 달라지게 된다.
조선시대 후기(18세기 이후)에는 부계 집단의 결합이 강화되었고, 그 결과 여성은 가정에서 남성의 생활을 뒷받침하는 내조자로 굳어져 갔다. 오늘날 우리에게 익숙한 조선의 순종적인 여성상은 이 시기에 와서 비로소 정착한 모습이었다. 가족제도 또한 부계직계제도로 강화되었으며, 재산상속의 부분에서도 차별이 일어났다. 양반들은 재산의 분산으로 인한 경제적 몰락을 막기 위해 재산을 소수에게만 물려주고자 했다. 그 결과 재산이 장남 위주로 상속되었고, 족보 형식에서도 남자는 연령순으로 배열하고 여자는 남자 뒤에 수록했다.

### 근대~현대
19세기 말 개화기에 접어들면서 신교육을 받은 여성들을 중심으로 여우회, 찬양회 등 가부장제 폐습을 외치는 여성단체들이 생겨났다. 이 시기에 생겨난 여성단체 '국채보상부인회','대한민국애국부인회'등에서는 국채보상운동을 전개하기도 하였다. 일제 강점기에 접어들며 여성단체들은 '근우회'로 통합되어 전국적으로 운동을 전개하였으나, 애국계몽적 성격 탓에 일제의 탄압을 받고 해산되었다. 해방 이후 1960,70년대 침체기를 맞았던 여성운동은 1980년대에 이르러 복원되었는데, 대표적 단체인 여성평우회는 25세 여성 조기정년제 철폐운동, 부당노동행위 철폐운동 등을 전개하였다. 그 영향을80년대 이후 우리나라는 여성문제에 대한 정책적인 관심을 갖고 여성문제를 전담하는 국가행정조직을 설치, 발전시켰다. 여성의 평등한 권리보장을 위하여 관련법들의 개정과 제정을 이루어왔으며, 국가계획에 여성부문을 포함하는 등 많은 정책적 발전이 있었다.
또한 1984년 우리나라가 유엔 여성차별철폐협약에 비준, 가입함으로써 남녀평등실현을 위한 국가의 의무가 중요해졌다. 그 결과 남녀고용법, 여성발전기본법, 남녀차별금지 및 구제에 관한 법 등이 제정되었고, 이에 근거한 많은 정책적 노력이 있어왔다.
요즘은 오히려 지나친 여성우대 정책이 문제가 되어 남성들이 역차별을 호소하고 있다. 정작 그 여성우대 정책마저도 남성에게 박탈감과 피해는 느끼게 하지만 또 실질적으로 여성인권이 매우 나아지는 것도 아니기 때문에 문제가 되고 있다.성인문을 규제를 할때도 여성향 성인물에는 아무런 조치를 하지 않는다.

## 여성의 참정권 운동

### 프랑스
1789년 7월 14일, 프랑스에서 절대왕정에 반발하여 자유와 평등을 위한 사회를 만들기 위한 노력으로 프랑스 혁명이 발발하였다. 혁명이 진행되던 8월, 프랑스 인권 선언문이 발표되며 시민의 승리를 인정하였지만 여성의 인권은 배제되어 있었다. 이에 프랑스 작가인 올랭프 드 구주가 <여성인권 선언문>을 발표하며, 여성의 자유와 평등을 외쳤다. “여성은 태어나면서 자유롭게, 남성과 평등한 권리를 가진다.” 라는 주장과 함께 그는 “자신의 성별에 적합한 덕성을 잃어버린 사람.”이라는 죄목으로 단두대에 처형당하게 된다. 올랭프의 정신을 이어받아 프랑스 여성운동이 활발해지고, 전 세계 여성 참정권 운동으로 번지게 된다. 하지만 올랭프 드 구주의 처형 후 여성의 집회금지와 여성단체 강제 해체 등, 여성 운동을 저지하는 행보에 프랑스는 후의 영국, 미국 등의 여성운동에 영향을 받아 1946년이 되어서야 여성의 참정권을 인정한다.

### 뉴질랜드
프랑스 혁명 약 100년 뒤인 1888년 뉴질랜드에서 케이트 셰퍼드가 여성 참정권 청원서를 보낸다. 당시 의회 구성원은 모두 남성이었기에, 좌절되었지만 굴하지 않은 케이트는 수많은 여성의 서명서를 들고 다시 의회에 제출하여 결국 1893년 최초의 여성 참정권을 얻게 된다.

### 영국
1913년 영국의 국왕이 참가하는 경마대회에 한 여성이 뛰어들며 여성의 투표권을 주장하고 나흘 만에 숨진다. 그녀는 여성 참정권 운동가 에밀리 데이비슨으로, 짓눌려 있던 영국의 여성 참정권에 불씨를 지피는 효과를 불러왔다. 1918년부터 1928년의 10년에 걸쳐 영국 또한 성인 여성의 참정권을 인정한다.

### 미국
1872년 미국의 수전 앤서니는 대통령 선거에 참여하고 투표권이 없는 사람이 불법 투표를 했다는 죄목으로 소환장을 받았다. 그는 법정에서 여성의 참정권을 합법이라고 주장하지만 유죄 판결로 벌금형을 당했다. 미국의 건국이념과 모순되는 차별로 여성 참정권 운동이 확산되어 1920년, 50년 만에 여성의 참정권을 인정하는 헌법이 수정된다.

## 성평등 운동 역사
- 1789년 프랑스혁명이 일어난 해에 T. 메리쿠르와 R. 라콤브가 국민의회에 ‘정치상 남녀가 동권(同權)이어야 한다’는 건의를 했다.
- 1790년 O.구즈는 《여성공민권의 승인에 대하여》를 발표하여 여성의 정치적 권리를 주장하였고, 《여성권리선언》을 루이 16세의 왕비인 마리 앙투아네트에게 제출했으나 이러한 주장은 철학자 M. J. 콩도르세의 지지를 얻었을 뿐 다른 사람들의 호응을 얻지 못하였고, 국민의회에서도 받아들여지지 않았다.
- 1792년 메리 울스턴크래프트가 여성 자신의 자각을 호소하는 《여성의 권리 옹호 Vindication of the Rights of Woman》를 저술하여 당시의 기존사회 관념에 도전하며, 여성의 교육적·사회적 평등을 주장했다.
- 1793년에는 국민공회로부터 여성의 집회가 금지되었고, 모든 여성단체는 해체되면서 혁명이 끝났다.
- 1848년 7월 19일 뉴욕주 세네카 폴스에서 여성인권대회가 개최됐었다.
- 1850년 10월 매사추세츠주 우스터에서 첫 정례 여성권리대회 개최, 1869년까지 매년 행사를 이어갔다.
- 1869년 발간된 J. S. 밀의 《여성의 종속The Subjection of Women》이 영국 여성운동에 큰 영향을 미쳤다.
- 1869년에는 S.앤터니를 중심으로 전국여성참정권협회가, L.스톤을 중심으로 미국여성참정권협회가 조직되었고, 의회에 <여성참정권법안>을 제출하는 등 체계적인 운동을 전개했다.
- 1869년 와이오밍주가 여성참정권을 인정했다.
- 1890년 전국여성참정권협회와 미국여성참정권협회가 전미국여성참정권협회로 통합되어 활동을 계속했다.
- 1890년 워싱턴주, 1893년 캘리포니아주, 애리조나주, 캔자스주, 오리건주에서 여성참정권을 인정했다.
- 1893년 콜로라도 주에서 여성참정권을 인정했다.
- 1896년 아이다호주, 유타주 등에서 여성참정권을 인정했다.
- 19세기 말 영국과 미국의 여성운동이 있었다.
- 1897년 ‘여성참정권협회국민동맹(National Union of Women’s Suffrage Societies)’이라는 단체가 설립되었고 이를 중심으로 하원(下院)에서 여성참정권을 목적으로 하는 입헌운동이 진행됐다.
- 1903년에는 E. 팽크허스트를 중심으로 ‘여성사회정치동맹(Women’s Social and Political Union)’이 결성되어 국민대표법의 성립에 가장 중요한 역할을 했다.
- 1918년 영국의 국민대표법 실시로 30세 이상 여성의 참정권이 보장되었다.
- 1920년 여성, 남성이 동등하게 참정권 가지게 되었다.
- 1920년 최초 여성 하원의원 재닛 랜킨이 당선되었다.
- 1928년 여성의 정치 참여 연령을 21세로 낮추었다.
- 1946년 프랑스에서 여성참정권을 실행하였다.